# Teenage Warning
Teenage Warning è il primo album degli Angelic Upstarts pubblicato dalla Worner Bros nel 1979.

## Tracce
Tutte le canzoni sono scritte da Thomas Mensforth e Ray Cowie, ad eccezione di quanto diversamente indicato.
Lato A
1. Teenage Warning - 3.02
2. Student Power - 2.21
3. The Young Ones (Sid Tepper, Roy C. Bennett)[2] - 1.49
4. Never Again - 3.57
5. We Are The People - 3.06
6. Liddle Towers - 4.41

Lato B
1. I'm An Upstart - 2.21
2. Small Town Small Mind - 2.26
3. Youth Leader - 3.05
4. Do Anything - 2.17
5. Let's Speed - 2.34
6. Leave Me Alone - 2.16

## Formazione
- Thomas Mensforth (Mensi) - voce
- Ray Cowie (Mond) - chitarra
- Steve Forsten - basso
- Decca - batteria